# Joaquim Sunyer
Joaquim Sunyer i de Miró (* 20. Dezember 1874 in Sitges, Provinz Barcelona; † 1. November 1956 ebenda), auch bekannt als Joaquím Sunyer, war ein spanischer Kunstmaler und Graveur. Er wird als einer der wichtigsten Vertreter des Noucentisme in Katalonien und Spanien angesehen.

## Leben
Bereits in seiner Jugend wurde er durch seinen Onkel Joaquim Miró im Zeichnen und Malen unterrichtet. Im Alter von 15 Jahren zog er mit seiner Familie nach Barcelona und studierte Kunst an der berühmten Escola de la Llotja Barcelona zusammen mit Joaquim Mir, Isidre Nonell und Joaquín Torres García. Nach seinem Abschluss 1896 wurden seine Werke in der Exposición de Bellas Artes Barcelona  ausgestellt. Noch im gleichen Jahr ging er nach Paris, wo er zuerst dem Stil des Neoimpressionismus folgte. Er malte zahlreiche Landschaften und auch Porträts. Sein langjähriger Aufenthalt in Paris brachte ihn zusammen mit Pablo Picasso, Manolo Martínez Hugué, Amedeo Modigliani und Albert Marquet. Während dieser Zeit in Frankreich unternahm er auch kurze Studienreisen nach Italien.  Seine Kompositionen sind geprägt durch das Licht des Mittelmeers und sehr farbenintensiv. 1911 kehrte er nach Katalonien zurück und bezog sein Haus in Sitges, in dem er bis zu seinem Tode wirkte.
Seine Freunde waren die Schriftsteller  Joan Maragall, Eugeni d’Ors  und Joan Salvat; sie brachten ihn in das politische Umfeld der Anfang des 19. Jahrhunderts von Enric Prat de la Riba gegründeten katalanistischen Bewegung Solidaritat Catalana, aus der  unter seinem Einfluss die katalanischen Malerei des Noucentisme folgte.
Seine Werke aus der Zeit des Noucentisme waren von Vernunft, Exaktheit, Ernsthaftigkeit, Ordnung und Klarheit gezeichnet. Die klare Linie hatte Vorrang vor der Farbe und Nüchternheit. Ihm gelang die Synthese zwischen einer Landschaftsanalyse, deren strukturelle Aspekte von Paul Cézanne geprägt waren, und einer eigenen figuralen Kunst, die die gleiche Strukturierung wie in manchen Mustern der frühen italienischen Renaissance zeigt. Sunyer malte antirealistisch und normativ, er gibt Urbilder katalanischer Landschaften wieder und porträtiert seine Landsleute mit viel Sinn für Harmonie und Ausgeglichenheit. Seine Werke signierte er stets sehr einfach nur mit Sunyer.

## Werke des Noucentisme
- 1908, El maset de Sitges, Landschaft, Gouache, 26 × 34 cm, Sammlung Hervé Massenet, Boucau
- 1913, Drei Nackte im Wald, Porträt, Öl auf Leinwand, Museu Nacional d’Art de Catalunya, Barcelona
- 1916, María Dolors, Porträt, Öl auf Leinwand, 85 × 70 cm,  Museu Nacional d’Art de Catalunya, Barcelona
- 1916, Dos hermanas, Porträt, Öl auf Leinwand, 30 × 81 cm, Privatsammlung, Terrassa
- 1925, Desnudo en el campo, Öl auf Leinwand, 100 × 81 cm, Museo de Bellas Artes de Bilbao, Bilbao

Weitere Werke von Sunyer sind nicht nur in Katalonien und ganz Spanien, sondern auch in Museen und Ausstellungen weltweit vertreten.